# Суслякова, Людмила Егоровна
Людми́ла Его́ровна Сусляко́ва (род. 14 августа 1962, Новокузнецк, Кемеровская область, РСФСР, СССР) — российский металлург, машинист крана доменного цеха ЕВРАЗ ЗСМК. Герой Труда Российской Федерации (2021).

## Биография
Родилась 14 августа 1962 года в городе Новокузнецке Кемеровской области. С 1980 года работает на Западно-Сибирском металлургическом комбинате. Людмила Суслякова занимается активной общественной работой — помогает Детскому дому № 5 города Новокузнецк. 30 апреля 2021 года была награждена званием Героя Труда Российской Федерации.

## Награды
- Герой Труда Российской Федерации (30 апреля 2021 года)[2]